# Perebea mennegae
Perebea mennegae är en mullbärsväxtart som beskrevs av C.C. Berg. Perebea mennegae ingår i släktet Perebea och familjen mullbärsväxter. Inga underarter finns listade i Catalogue of Life.